# David's Midnight Magic
A David's Midnight Magic egy flipper szimulációs videójáték, melyet eredetileg David Snider írt Apple II mikroszámítógépre és a Broderbund adott ki 1982-ben. Európában a játékot az Ariolasoft forgalmazta. A 8-bites Atari port ugyanebben az évben jelent meg, majd 1983-ban a Commodore 64 változat. 1987-ben az Atari Corporation kiadta az akkor új Atari XEGS játékkonzolra cartridge formátumban, továbbá készült egy port Commodore Plus/4-re a magyar Szabó Imre jóvoltából. A flipper asztalképe és játékmenete a Williams által 1980-ban kiadott "Black Knight" nevű játéktermi játékon alapul.

## Fogadtatás
| Szerző          | Értékelés |
| --------------- | --------- |
| The Atari Times | 95%       |
| neXGam          | [ 9 ]     |
| Pixel           | [ 9 ]     |
| Lemon64.com     | [ 4 ]     |

| Szerző       | Díj                              |
| ------------ | -------------------------------- |
| Arkie Awards | Computer Game of the Year (1982) |

A Softline magazin szerint ugyan a David's Midnight Magic 9 hónappal később jelent meg, mint a nagy rivális, Bill Budge által írt Raster Blaster és ugyan nem múlta felül azt grafikájában, de mindenféleképpen megütötte a magas mércét játszhatóságban még picit túl is tett vetélytárásán. "Ha Snider valamilyen módon megelőzte volna Budge-t a piacon, akkor ma őt ünnepelnénk, mint programozó zsenit." A Computer Gaming World újság jobbnak találta a David's Midnight Magic-et a Raster Blaster-nél, de fájlalta, hogy az elért pontszámok (high scores) mentéséhez kikapcsolt írásvédelem garanciavesztéssel jár. A The Commodore 64 Home Companion című könyv "rendkívül valósághűnek" nevezte a játékot és azt állította, hogy "minden olyan tulajdonsággal rendelkezik, ami miatt egy flipper vonzó lehet".
David's Midnight Magic eredeti Apple II változata az 1982-es év videójátéka ("Computer Game of the Year") lett az amerikai Electronic Games szaklap 1983 januárjában megrendezett 4. "Arkie Awards" díjátadó ünnepségén.

## Hatása
Doug Carlston a Broderbundtól azt mondta még 1983-ban, hogy Snider a flipperével elért jogdíjával "valahol benne van a legjobb hatban".
Az Atari Corporation 1986-ban kiadott Atari 2600-ra egy "Midnight Magic" nevű flipper játékot, melynek eltérő az asztalképe a David's Midnight Magic-hez képest.
2005-ben, a Visual Pinball videójáték-motor segítségével 3D-ben újraalkották a flippert David's Midnight Magic 2005 néven.